# Ґодзілла проти Мегалона
«Ґодзілла проти Мегалона» (яп. ゴジラ対メガロ) — японський кайдзю-фільм режисера Дзюн Фукуди. Це тринадцятий фільм про динозавра Ґодзіллу, другий про динозавра-кіборга Ґайґана, а також перший (і поки що єдиний) про Мегалона і Джет Ягуара. В Японії фільм вийшов у прокат 17 березня 1973 року.
Реліз фільму на DVD відбувся в 2006 році.

## Сюжет
У 1970-х роках, під час випробувань атомної зброї, вибухи турбують Ґодзіллу, Ангіруса і Родана, які жили на острові Монстрів.
Численні випробування тих же атомних бомб шкодять людям із підводної держави Сеатопії, тому вони вирішують послати свого бога-жука Мегалона, щоб той знищив надводний світ.
Тим часом винахідник Горо Ібукі, його племінник Рокуро та друг Горо Хіросі відпочивали біля озера. Раптом озеро висохло, завдяки сеатопійцям. Повертаючись додому, трійця потрапляє в засідку агентів Сеатопії, які намагаються викрасти гуманоїдного робота Джет Ягуара, якого майструє винахідник. Однак сеатопійцям це не вдається, і вони змушені втікати.
Через деякий час Горо Ібукі закінчує Джет Ягуара, але з'являються агенти Сеатопії. Вони планують використати Джет Ягуара, для того, щоб напрявляти Мегалона в місця, які він має знищити. Агенти відправляють Горо Ібукі та Рокуро на смерть, а Горо Хіросі беруть у заручники. Сеатопійці випускають Мегалона і використовують Джет Ягуара, для того, щоб направити Мегалона в Токіо. Починається битва між Мегалоном та японською армією. Трьом друзям вдається втікти, і вони починають розробляти план, як повернути контроль над Джет Ягуаром за допомогою вторинної системи управління, і за допомогою Джет Ягуара спрямувати сюди Ґодзіллу, щоб він допоміг перемогти сеатопійців та Мегалона.
За допомогою Оборонних Сил Японії, Горо вдається повернути контроль над Джет Ягуаром, і він відправляє його на острів Монстрів, щоб привести Ґодзіллу для боротьби з Мегалоном. Оскільки Мегалона ніхто не направляє, він безцільно бродить та руйнує Токіо. Сеатопійці дізнаються про те, що Джет Ягуар вже не перебуває під їх контролем, тому вони просять інопланетян Небула М, щоб ті прислали їм на допомогу космічного динозавра-кіборга Ґайґана.
Джет Ягуар, на подив винахідників, перестає відповідати на команди, збільшується до гігантських розмірів і починає битву з Мегалоном. Раптом прилітає Ґайґан, і вони з Мегалоном починають боротися з Джет Ягуаром. Раптом призодить Ґодзілла, і шанси на перемогу стають рівними. Після довгого та жорстокого бою Ґайґан та Мегалон відступають, а Джет Ягуар прощається з Ґодзіллою. Ґодзілла повертається на острів Монстрів, а Джет Ягуар повертається до свого нормального розміру і знову починає відповідати на команди, залишаючись звичайним роботом.

## Кайдзю
- Ґодзілла
- Мегалон
- Джет Ягуар
- Ґайґан
- Ангірус
- Родан
- Гайра

## В ролях
- Кацухіко Сасакі — Горо Ібукі
- Хіріюке Кавасе — Рокуро Ібукі
- Ютака Хаясі — Хіросі Дзінкава
- Роберт Дунем — імператор Сеатопії
- Корато Томіта — агент Сеатопії
- Ульф Оцукі — агент Сеатопії
- Гентаро Накадзіма — водій вантажівки
- Сіндзі Такагі — Ґодзілла
- Хідето Одаті — Мегалон
- Цугутосі Комада — Джет Ягуар
- Кемпатіро Сацума — Ґайґан

## Історія створення
Мегалон спочатку повинен був з'явитися ще в фільмі «Ґодзілла проти Ґайґана», але він був прибраний через бюджетні обмеження. Кількість головних монстрів в новому фільмі знову-ж-таки не перевищує чотирьох, а інші мешканці острова Монстрів показані мало, всього лише в декількох сценах.
Спочатку фільм планували зняти без Ґодзілли. Головним героєм повинен був стати студент, який займається створенням робота Red Arone. Незабаром робот був перейменований в Джет Ягуара, а фільм отримав назву «Джет Ягуар проти Мегалона». Однак продюсер Томоюкі Танака вирішив, що такий фільм навряд чи буде успішним, тому він звернувся до сценариста Сін'їті Секідзави, і той додав в сценарій Ґодзіллу і Ґайґана. Спеціально для фільму був виготовлений новий костюм Годзілли (нині відомий як Megaro-Goji). Виготовлення костюму тривало тиждень, а саме планування фільму тривало три тижні. В результаті вся робота над фільмом зайняла шість місяців.
Ґайґан і Мегалон пізніше з'являлися в деяких комп'ютерних іграх. Джет Ягуар з'являвся у відео-іграх рідше. Він був сприйнятий фанатами як альтернатива Ультрамена.
У фільмі актор, який грав Ґодзіллу, змінився вперше з 1954 року. У цьому фільмі його зіграв Сіндзі Такагі. Роль Ґайґана, як і в попередньому фільмі, дісталася Кемпатіро Сацумі.

## Американська версія
У 1976 році фільм був показаний в США. На постері фільму Ґодзілла і Мегалон стоять на будівлях Всесвітнього торгового центру. Це пов'язано з тим, що в тому ж році вийшов «Кінг-Конг» Джона Гіллерміна, який здобув високу популярність, та в якому Кінг-Конг залазить якраз на ці хмарочоси.
Це один з останніх фільмів про Ґодзіллу, в американській версії якого деякі персонажі носять інші імена. Так, робот Джет Ягуар був перейменований в Роботмена (Людину-робота).
В американському прокаті фільм мав величезний успіх, за перші три дні показу він зібрав $383 744 в Техасі та Луїзіані, хоча в Японії було продано лише 980 000 квитків. Це майже єдиний фільм про Ґодзіллу, який набрав так мало переглядів в Японії.

## Критика
Фільм отримав в основному негативні відгуки. Фанатам не сподобався костюм Ґодзілли, зроблений, за їхніми словами, «трохи по-дитячому». Негативні відгуки отримав і робот Джет Ягуар, який, за словами фанатів, «псує атмосферу фільму своїм людиноподібним видом». Фанатам не сподобалося також і те, що Ґодзілла у фільмі «стрибав, як козлик». На Rotten Tomatoes фільм отримав 43 % позитивних відгуків, що вже вважається «гнилим». На IMDb фільм також отримав негативну оцінку — 4,2 балів з 10.